# 傅行
傅行，字德芳，江西南昌府進賢縣人，明朝官员、進士出身。

## 生平
曾祖傅濟川，祖父傅箕，父親傅詢。江西鄉試第四十名中舉。建文二年，會試第三十一名，殿試登庚辰科進士二甲第二十三名，授兵科給事中，調廣陵衛經歷，官至開州判官。